# Villers-Saint-Siméon
Pour les articles homonymes, voir Villers.
Villers-Saint-Siméon (en wallon Vilé-Sint-Siméyon) est une section de la commune belge de Juprelle située en Région wallonne dans la province de Liège. C'était une commune à part entière avant la fusion des communes de 1977.

## Démographie
- Sources : INS, Rem. : 1831 jusqu'en 1970 = recensements, 1976 = nombre d'habitants au 31 décembre.

## Patrimoine et culture

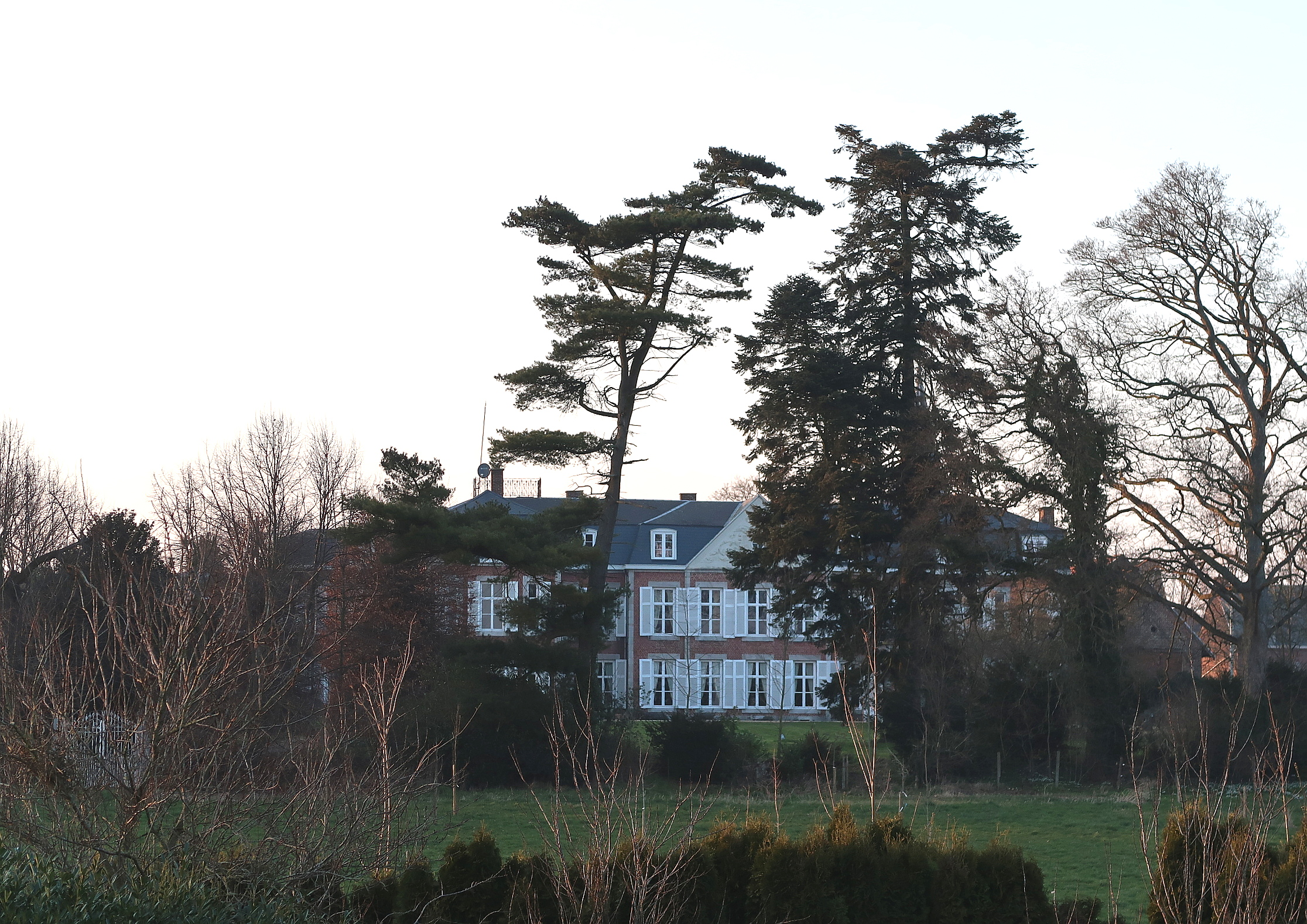
Château de Villers-Saint-Siméon.
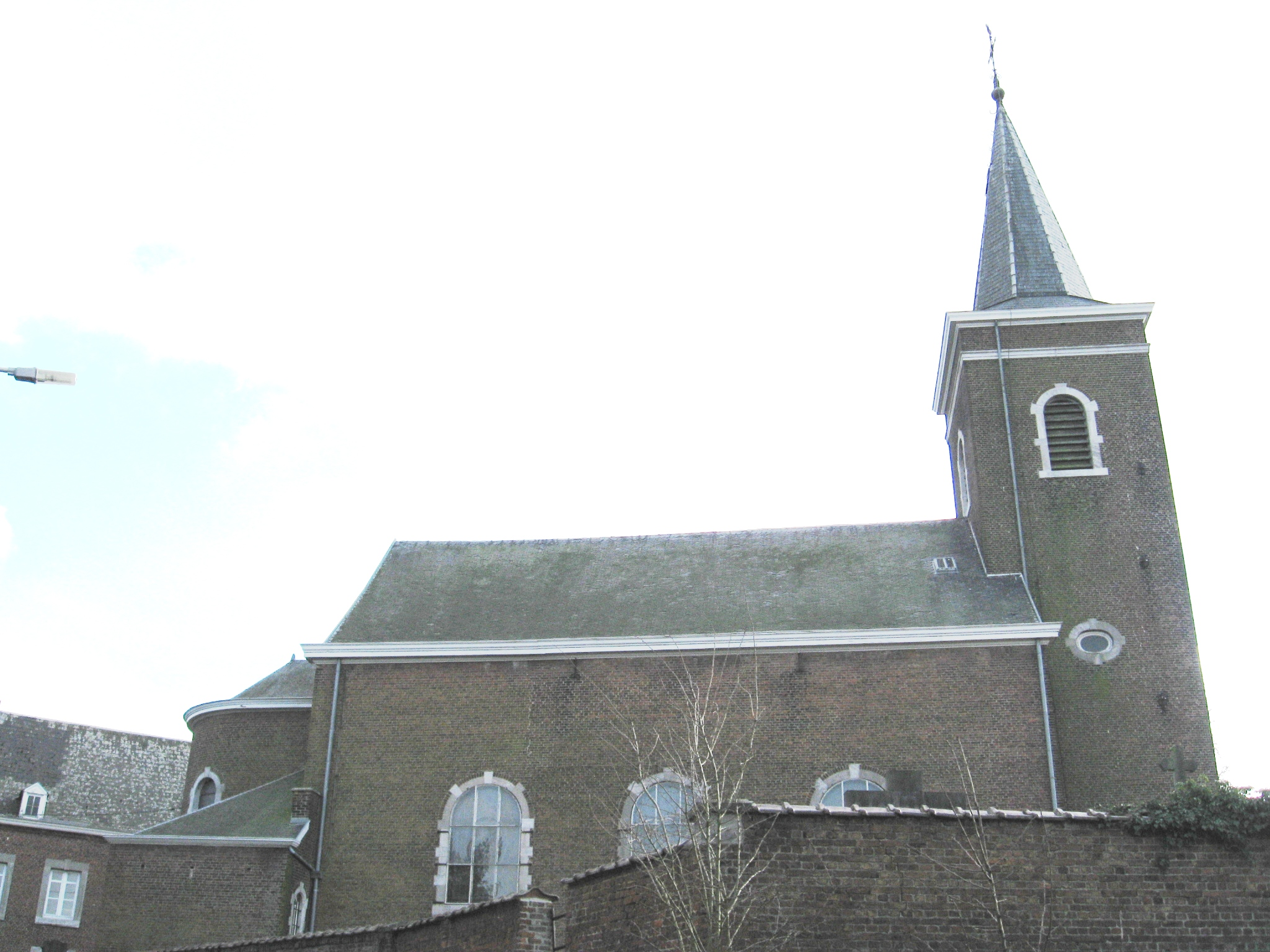
Eglise Saint-Lambert.